# Хеладзе Ніколоз Гівієвич
Ніколоз Гівієвич Хеладзе (груз. ნიკოლოზ ხელაძე; нар. 30 травня 1972) — радянський та грузинський футболіст, воротар.

## Життєпис
З 1990 року виступав у Вищій лізі чемпіонату Грузії за «Торпедо» (Кутаїсі) та «Магароелі» (Чиатура). У 1991 році став бронзовим призером чемпіонату Грузії.
У 1994 році перейшов в українську команду «Десна». У футболці чернігівського клубу 29 квітня 1994 року в програному (2:3) виїзному поєдинку 28-о туру Першої ліги проти мукачевських «Карпат». Ніколоз вийшов на поле в стартовому складі, а на 46-й хвилині його замінив Юрій Мелашенко. Закріпитися в складі «Десни» грузинському воротареві не вдалося. З кінця квітня по початок травня 1994 року зіграв 2 матчі в Першій лізі України. По ходу сезону 1994/95 років повернувся в «Торпедо». У 1997 році виступав у складі російського клубу «Ангушт» (Назрань).

## Статистика виступів
| Клуб                | Сезон               | Ліга  | Ліга | Кубок | Кубок | Загалом | Загалом |
| Клуб                | Сезон               | Матчі | Голи | Матчі | Голи  | Матчі   | Голи    |
| ------------------- | ------------------- | ----- | ---- | ----- | ----- | ------- | ------- |
| «Торпедо» (Кутаїсі) | 1990                | 1     |      | 0     | 0     | 1       |         |
| «Торпедо» (Кутаїсі) | 1991                | 11    |      | 0     | 0     | 11      |         |
| «Торпедо» (Кутаїсі) | 1991/92             | 10    |      | 0     | 0     | 10      |         |
| «Торпедо» (Кутаїсі) | 1992/93             | 14    |      | 0     | 0     | 14      |         |
| «Торпедо» (Кутаїсі) | Загалом             | 36    |      | 0     | 0     | 36      |         |
| «Магароелі»         | 1993/94             | 13    |      | 0     | 0     | 13      |         |
| «Магароелі»         | Загалом             | 13    |      | 0     | 0     | 13      |         |
| «Десна»             | 1993/94             | 2     | −3   | 0     | 0     | 2       | −3      |
| «Десна»             | Загалом             | 2     | −3   | 0     | 0     | 2       | −3      |
| «Торпедо» (Кутаїсі) | 1994/95             | 21    |      | 0     | 0     | 21      |         |
| «Торпедо» (Кутаїсі) | 1995/96             | 25    |      | 0     | 0     | 25      |         |
| «Торпедо» (Кутаїсі) | 1996/97             | 4     |      | 0     | 0     | 4       |         |
| «Торпедо» (Кутаїсі) | Загалом             | 50    |      | 0     | 0     | 50      |         |
| Усього за «Торпедо» | Усього за «Торпедо» | 86    |      | 0     | 0     | 86      |         |
| «Ангушт»            | 1997                | 3     | −6   | 1     | −2    | 4       | −8      |
| «Ангушт»            | Загалом             | 3     | −6   | 1     | −2    | 4       | −8      |
| Усього за кар'єру   | Усього за кар'єру   | 104   |      | 1     | −2    | 105     |         |

## Досягнення
«Кутаїсі»
- Ліга Еровнулі
  -  Бронзовий призер (1): 1991